# Покрет радника и сељака
Покрет радника и сељака је ванпарламентарна политичка странка у Србији. Њен лидер је Проф.др. Зоран Драгишић, који је био кандидат за председника Србије на изборима 2012.
На парламентарним изборима 2012, Покрет радника и сељака је предао изборну листу 10. априла, али је Републичка изборна комисија оспорила листу због недостатка 593 потписа грађана, и наложила исправке у року од 48 сати.